# 꽃무사 열혈쾌남
꽃무사 열혈쾌남(Sexy Swordsman)은 한국에서 제작된 홍이게 감독의 2007년 드라마, 코미디, 액션 영화이다. 고주영 등이 주연으로 출연하였다.

## 출연

### 주연
- 고주영
- 김잔디
- 김용덕

## 제작진
- 시각효과: 김태훈